# Distrito senatorial de Carolina VIII

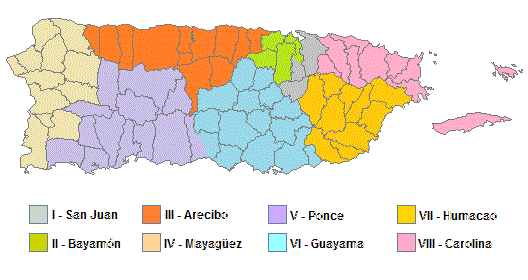
Mapa de los distritos senatoriales de Puerto Rico

El Distrito Senatorial de Carolina VIII es uno de los ocho distritos senatoriales de Puerto Rico. Actualmente es representada por Javier Aponte Dalmau y Marissa Jiménez del Partido Popular Democrático y el Partido Nuevo Progresista respectivamente.

## Perfil del distrito
En distribuciones anteriores, el territorio cubierto por el Distrito Senatorial VIII ha sido diferente. En 1983, el Distrito no incluía el municipio de Ceiba e incluía la región de Sabana Llana de San Juan. En la redistribución de 1991, Ceiba fue reasignada al Distrito de Guayama, mientras que la región de Sabana Llana fue reasignada al Distrito de San Juan.
El distrito no ha sufrido cambios en las recientes redistribuciones de 2002, 2011 y 2022.

## Senadores
| Elección | Senador | Senador                        | Partido                     | Senador | Senador                     | Partido                     |
| -------- | ------- | ------------------------------ | --------------------------- | ------- | --------------------------- | --------------------------- |
| 1992     |         | Luisa Lebrón Burgos            | Partido Nuevo Progresista   |         | Roger Iglesias Suárez       | Partido Nuevo Progresista   |
| 1996     |         | Luisa Lebrón Burgos            | Partido Nuevo Progresista   |         | Roger Iglesias Suárez       | Partido Nuevo Progresista   |
| 2000     |         | Yasmin Mejías                  | Partido Popular Democrático |         | Juan Cancel Alegría         | Partido Popular Democrático |
| 2004     |         | Lornna Soto                    | Partido Nuevo Progresista   |         | Héctor Martínez             | Partido Nuevo Progresista   |
| 2008     |         | Lornna Soto                    | Partido Nuevo Progresista   |         | Héctor Martínez             | Partido Nuevo Progresista   |
| 2012     |         | Pedro A. Rodríguez (Pedrito)   | Partido Popular Democrático |         | Luis Daniel Rivera          | Partido Popular Democrático |
| 2016     |         | Nayda Venegas Brown            | Partido Nuevo Progresista   |         | Eric Correa Rivera          | Partido Nuevo Progresista   |
| 2020     |         | Javier Aponte Dalmau           | Partido Popular Democrático |         | Marissa (Marissita) Jiménez | Partido Nuevo Progresista   |
| 2024     |         | Héctor Joaquín Sánchez Álvarez | Partido Nuevo Progresista   |         | Marissa (Marissita) Jiménez | Partido Nuevo Progresista   |

## Resultados Electorales
|  | 18.15 % |

|  | 18.00 % |

|  | 16.91 % |

|  | 16.80 % |

|  | 8.77 % |

|  | 7.72 % |

|  | 5.36 % |

|  | 4.54 % |

|  | 3.75 % |

|  | 100 % |

|  | 24.21 % |

|  | 23.99 % |

|  | 21.91 % |

|  | 21.27 % |

|  | 3.12 % |

|  | 2.32 % |

|  | 1.89 % |

|  | 1.29 % |

|  | 100 % |

|  | 25.38 % |

|  | 25.16 % |

|  | 22.79 % |

|  | 21.69 % |

|  | 1.42 % |

|  | 1.40 % |

|  | 0.61 % |

|  | 0.37 % |

|  | 0.32 % |

|  | 0.86 % |

|  | 100 % |